# Fauresmith
Fauresmith is een plaats in de Zuid-Afrikaanse provincie Vrijstaat. De plaats is vernoemd naar de predikant Philip Eduard Faure en de Britse  gouverneur van de Kaapkolonie Harry Smith. De plaats maakt deel uit van de gemeente Kopanong in het zuidwesten van de provincie.

## Geboren
- Nicolaas Havenga (1882-1957), premier van de Unie van Zuid-Afrika